# Johan Cullberg
Pour les articles homonymes, voir Cullberg.
Johan Cullberg, né 6 janvier 1934 à Uppsala et mort le 14 juin 2022 à Stockholm, est un professeur de psychiatrie et de psychologie, psychanalyste suédois.

## Biographie
Il est le fils de l'évêque et théologien John Cullberg (en) et le frère des peintres Erland Cullberg (de) et Carin Adler, et de l'historien de l'art Staffan Cullberg (sv), qui a dirigé le Conseil national des arts suédois (Statens kulturråd) (en).
Il commence sa carrière au département de gynécologie de l'hôpital universitaire Karolinska, Institut Karolinska, à Stockholm, où il étudie les effets du contrôle des naissances. Il est ensuite chef de l'une des cliniques ambulatoires du projet Nacka, où il réalise des travaux novateurs sur les soins psychiatriques externes à l'hôpital en Suède. Il plaide notammanet en faveur de doses plus faibles de médicaments antipsychotiques, de la réduction des traitements obligatoires et de soins psychiatriques plus humains. Il est lauréat du prix Dobloug (en suédois : Doblougska Priset ), un prix de littérature décerné par l'Académie suédoise en 2008.

## Publications
- (en) Crisis and Development (1975) (revised 1992)
- (en) Cullberg, « Recovered versus non-recovered schizophrenic patients among those who have had intensive psychotherapy », Acta Psychiatrica Scandinavica, vol. 84, no 3,‎ septembre 1991, p. 242–245 (PMID 1950624, DOI 10.1111/j.1600-0447.1991.tb03137.x, S2CID 37533906)
- (en) Creating Crisis (1992)  (ISBN 91-27-06697-5)
- (en) Dynamic Psychiatry in Theory and Practice (1993)  (ISBN 9127035719)
- (en) Mänskliga gränsområden - About extase, psykos and gale creation. Johan Cullberg, Karin Johannisson, and Owe Wikström (red). (1996)  (ISBN 91-27-05831-X)
- (en) Psychoses, a humanist and biological perspective (2000)  (ISBN 91-27-07972-4)
- (en) Evolving Psychosis (International Society for the Psychological Treatment of Schizophrenia and Other Psychoses) (2006) Johan Cullberg with Jan Olav Johannessen, and Brian V. Martindale  (ISBN 978-1-58391-992-7)
- (sv) Mitt Psykiatriska Liv (Ma vie psychiatrique, mémoires) (2007)[2]

## Distinctions
- Médaille de Sa Majesté le Roi